# Boreham Wood F.C.
Boreham Wood F.C – angielski klub piłkarski mający swoją siedzibę w Borehamwood, w hrabstwie Hertfordshire. Został założony 1948 roku. Obecnie gra w National League. Największymi osiągnięciami zespołu był dwukrotny awans do 2 rundy Pucharu Anglii. Drużyna znana jest również pod przydomkiem "The Wood"

## Historia
Klub powstał w 1948 roku przez połączenie istniejących lokalnych zespołów Boreham Rovers i Royal Retournez. Od powstania do roku 1966 grał w takich ligach jak Mid-Herts League i Parthenon League. W 1966 r. drużyna wystartowała w Athenian League, gdzie wygrała rozgrywki w sezonie 1973/74. Po tym sukcesie "The Wood" dołączyli do Isthmian League. W 1977 r. klub grał w Isthmian League Premier Division. Przez kolejne 27 lat istnienia, balansował między dwoma najwyższymi klasami regionalnych rozgrywek. Po reorganizacji systemu lig krajowych w Anglii przeniesiony do Southern Football League Eastern Division, W sezonie 2005/2006 zdobył mistrzostwo ligi. Po kolejnej reorganizacji przenesiony do Isthmian League Premier Division. W roku 2010 Boreham Wood po zwycięstwie w finałowym meczu play-off Isthmian League Premier Division awansował pierwszy raz w swojej historii do Conference South. W sezonie 2014/2015 zajęli drugie miejsce w tej dywizji i po barażach udało im się awansować do Conference National.

## Stadion
- Nazwa: Meadow Park
- Pojemność: 4502
- Adres: Meadow Lodge, Broughinge Road, Borehamwood, Hertfordshire, England, WD6 5AL
- Drużyny występujące: Boreham Wood F.C, Arsenal Ladies, rezerwowa drużyna Watford FC

## Aktualny skład
| Nr | Poz. | Piłkarz             |
| -- | ---- | ------------------- |
|    | BR   | Cameron Baker-Owers |
|    | BR   | James Courtnage     |
|    | BR   | Daniel Lewis        |
|    | BR   | James Russell       |
|    | OB   | Daniel Braithwaite  |
|    | OB   | Lee Close           |
|    | OB   | Sam Doolan          |
|    | OB   | Luke Garrard        |
|    | OB   | Mark Jones          |
|    | OB   | Ben Nunn            |
|    | OB   | Charlie O'Loughlin  |
|    | OB   | Callum Reynalds     |
|    | PO   | Jerome Anderson     |
|    | PO   | Ryan Foley          |

| Nr | Poz. | Piłkarz                                            |
| -- | ---- | -------------------------------------------------- |
|    | PO   | Robert Hastings                                    |
|    | PO   | Chez Isaac                                         |
|    | PO   | Piero Mingoia (on loan from Watford)               |
|    | PO   | Graeme Montgomery                                  |
|    | PO   | Greg Morgan                                        |
|    | PO   | Mario Noto                                         |
|    | PO   | Harvey Scott-Morris                                |
|    | PO   | Lewis Toomey (dual registration with Hitchin Town) |
|    | NA   | Cliff Akurang                                      |
|    | NA   | Jamal Lowe (on loan from Barnet)                   |
|    | NA   | Charlie Moone                                      |
|    | NA   | Loick Pires (on loan from Woking)                  |
|    | NA   | Michael Thalassitis (on loan from Stevenage)       |

## Sukcesy

### Liga
- Isthmian League Premier Division:
  - 2. miejsce (1): 1997/1998
  - 1. miejsce (1): 2009/2010
- Isthmian League Division One:
  - 1. miejsce (3): 1976/1977 1994/1995, 2000/2001
- Southern League Division One East:
  - 1. miejsce (1): 2005/2006
- Athenian League Division One:
  - 1. miejsce (1): 1973/1974
  - 2. miejsce (1): 1969/1970
- Athenian League Division Two:
  - 1. miejsce (1): 1968/1969

### Puchary
- Isthmian League Cup:
  - Zwycięstwo (1): 1996/1997
  - Finał (1): 1998/1999
- Isthmian League Full Members Cup:
  - Finał (2): 1994/1995, 1995/1996
- Herts. Senior Challenge Cup:
  - Zwycięzcy (3): 1971/1972, 1998/1999, 2001/2002
- Herts. Charity Cup Winners:
  - Zwycięzcy(5): 1980/1981, 1983/1984, 1985/1986, 1988/1989, 1989/1990
- London Challenge Cup:
  - Zwycięstwo (1): 1997/1998